# Dolac (Primošten)
Dolac je mala uvala smještena tri kilometra sjeverno od Primoštena, omeđena morem i brežuljcima, koja je sedamdesetih godina prerasla u vikend-naselje. 

## Geografija
Dolac je smješten između Bilog (također malog naselja) na sjeveru i Autokampa Adriatic na jugu. Podijeljen je na južni dio, Kuvajt, koji se smjestio u blizini brdaVela glava, i sjeverni, Kaliforniju, dolinom nekadašnje lokve cipala kojom se danas protežu kuće i sportsko igralište. Sjeverni dio Doca je površinom veći i napučeniji, ali time ne i "politički" i gospodarstveno znatno utjecajniji. Iznad Doca na istoku nadvija se se brdo Veli vrh, a na sjeveru prema Bilom Koštenjača.
Dio same uvale Dolac pripada kampu.

## Povijest
Dolac se prvi put spominje imenom Bosanski Dolac i može se okarakterizirati kao mjesto odakle je krenulo naseljavanje Primoštena i primoštenske okolice. Naime, primoštenski preci, bogumili iz Bosne, tj. njihovih 80 obitelj, bježeći ispred Turaka u XI. i XII. st., stigli su u Šibenik i tamo zatražili zaštitu od šibenske vlastele. Šibenčani su ih prihvatili te ih prevezli u deset morskih milja udaljenu uvalu koja od tih vremena nosi ime Bosanski Dolac. Bosanski Dolac bio je krševito područje pa su se nakon nekog vremena zaputili na istok, par kilometara od mora, gdje grade naselje i crkvicu. Tako je nastalo najstarije primoštensko naselje Prhovo, zatim Široke, Kruševo, a naposljetku i sam Primošten. Stoljećima je Dolac bio tek usputna stanica ribara i težaka primoštenskog kraja da bi svoj novi život otpočeo 70-ih godina XX. stoljeća kada su vikendaši otpočeli izgradnju kuća. Dio Doca u tom razdoblju dobiva vodu te se ironično samoproziva Kalifornija. 80-ih kuće na južnoj strani Doca grade uglavnom zaposlenici naftnih kompanija, stoga se prozivaju Kuvajt. Donesen je urbanistički plan, a mjesto dobiva i lučicu, igrališta, kafiće, restorane i živi uglavnom ljeti kada su predivne, gotovo netaknute plaže pune turista i domaćih ljudi.

## Šport
Dolac danas ima višenamjensko sportsko igralište koje prvenstveno služi odigravanju divljih nogometnih utakmica, nedavno su dograđene i tribine, a obasjava ga i svjetlost dvaju reflektora.
U planu je i izgradnja amaterskog balotališta na istom igralištu. Okolna brda pružaju užitak rekreativcima crosserima, a more plivačima.